# Bahnstrecke Ittersbach–Pforzheim
| |                                                           |                                            |                                           |
| Kursbuchstrecke (DB): | 311c (1939) 304d (1944) 319f (1946) 319e (1964)           |                                            |                                           |
| Streckenlänge: | Überlandstrecke: 16,15 km Stadtstrecke Pforzheim: 2,61 km |                                            |                                           |
| Spurweite: | 1000 mm (Meterspur)                                       |                                            |                                           |
| Stromsystem: | (ab 1931) 1200 Volt = ab Brötzingen: 600 Volt =           |                                            |                                           |
| Stromsystem: | (1911–1917/18) 8000 Volt ~                                |                                            |                                           |
| |                                                           |                                            |                                           |
| \| \| \| von Busenbach \| \| \| \| 12,54 19,4 \| Ittersbach Bahnhof (ehemals Ittersbach) \| 308,8 m \| \| \| \| nach Ittersbach Rathaus \| \| \| \| 13,30 18,8 \| Feldrennach (ab 1931) \| 293,0 m \| \| \| 00,00 17,7 \| Viadukt bei der Schleemühle \| Viadukt bei der Schleemühle \| \| \| 14,80 17,4 \| Hochmühle (ab 1931) \| 246,0 m \| \| \| 00,00 17,4 \| Viadukt bei der Hochmühle \| Viadukt bei der Hochmühle \| \| \| 00,00 16,5 \| Pfinz \| Pfinz \| \| \| 16,36 15,6 \| Ottenhausen (bis 1931: Weiler-Ottenhausen) \| 224,5 m \| \| \| 00,00 15,0 \| Krähenbach \| Krähenbach \| \| \| 17,31 14,7 \| Weiler \| 208,0 m \| \| \| 00,00 12,7 \| Weiler Weg \| Weiler Weg \| \| \| 18,94 12,2 \| Ellmendingen \| 200,8 m \| \| \| 00,00 12,1 \| Wildbader Straße \| Wildbader Straße \| \| \| 20,50 11,4 \| Niebelsbach (ab 1931) \| 214,0 m \| \| \| \| zur Grenzsägmühle \| \| \| \| 00,00 11,3 \| Arnbach \| Arnbach \| \| \| 22,61 09,5 \| Dietlingen \| 253,0 m \| \| \| 00,00 09,4 \| Feldweg in Fortsetzung der Mozartstraße \| Feldweg in Fortsetzung der Mozartstraße \| \| \| 24,50 7,7 \| Gräfenhausen (ab 1931) \| Gräfenhausen (ab 1931) \| \| \| 00,00 6,5 \| Baden / Württemberg \| Baden / Württemberg \| \| \| 26,50 5,6 \| Kreisstraße 4538 (11 m) \| Kreisstraße 4538 (11 m) \| \| \| 26,70 5,5 \| Birkenfeld Kleinbahnhof (ab 1931) \| 349,4 m \| \| \| 00,00 4,4 \| Württemberg / Baden \| Württemberg / Baden \| \| \| \| Straßenbahn Pforzheim \| \| \| \| 28,69 02,5 \| Pforzheim-Brötzingen Kleinbahnhof \| 281,4 m \| \| \| \| Übergang zur Straßenbahn Pforzheim \| \| \| \| 00,00 02,4 \| Nagoldtalbahn / Enztalbahn \| Nagoldtalbahn / Enztalbahn \| \| \| \| Straßenbahn Pforzheim \| \| \| \| \| Pforzheim-Brötzingen Marktplatz \| \| \| \| \| Pforzheim Wagenhalle \| \| \| \| \| Pforzheim Durlacher Straße / Goethestraße \| \| \| \| 32,00 0,0 \| Pforzheim Leopoldplatz \| Pforzheim Leopoldplatz \| \| \| \| Straßenbahn Pforzheim \| \| |                                                           |                                            |                                           |
| Strecke |                                                           | von Busenbach                              | von Busenbach                             |
| Bahnhof | 12,54 19,4                                                | Ittersbach Bahnhof (ehemals Ittersbach)    | 308,8 m                                   |
| Abzweig ehemals geradeaus und nach rechts |                                                           | nach Ittersbach Rathaus                    | nach Ittersbach Rathaus                   |
| Haltepunkt / Haltestelle (Strecke außer Betrieb) | 13,30 18,8                                                | Feldrennach (ab 1931)                      | 293,0 m                                   |
| Brücke (Strecke außer Betrieb) | 00,00 17,7                                                | Viadukt bei der Schleemühle                | Viadukt bei der Schleemühle               |
| Haltepunkt / Haltestelle (Strecke außer Betrieb) | 14,80 17,4                                                | Hochmühle (ab 1931)                        | 246,0 m                                   |
| Brücke (Strecke außer Betrieb) | 00,00 17,4                                                | Viadukt bei der Hochmühle                  | Viadukt bei der Hochmühle                 |
| Brücke über Wasserlauf (Strecke außer Betrieb) | 00,00 16,5                                                | Pfinz                                      | Pfinz                                     |
| Bahnhof (Strecke außer Betrieb) | 16,36 15,6                                                | Ottenhausen (bis 1931: Weiler-Ottenhausen) | 224,5 m                                   |
| Brücke über Wasserlauf (Strecke außer Betrieb) | 00,00 15,0                                                | Krähenbach                                 | Krähenbach                                |
| Haltepunkt / Haltestelle (Strecke außer Betrieb) | 17,31 14,7                                                | Weiler                                     | 208,0 m                                   |
| Brücke (Strecke außer Betrieb) | 00,00 12,7                                                | Weiler Weg                                 | Weiler Weg                                |
| Bahnhof (Strecke außer Betrieb) | 18,94 12,2                                                | Ellmendingen                               | 200,8 m                                   |
| Brücke (Strecke außer Betrieb) | 00,00 12,1                                                | Wildbader Straße                           | Wildbader Straße                          |
| Haltepunkt / Haltestelle (Strecke außer Betrieb) | 20,50 11,4                                                | Niebelsbach (ab 1931)                      | 214,0 m                                   |
| Abzweig geradeaus und nach rechts (Strecke außer Betrieb) |                                                           | zur Grenzsägmühle                          | zur Grenzsägmühle                         |
| Brücke über Wasserlauf (Strecke außer Betrieb) | 00,00 11,3                                                | Arnbach                                    | Arnbach                                   |
| Bahnhof (Strecke außer Betrieb) | 22,61 09,5                                                | Dietlingen                                 | 253,0 m                                   |
| Brücke (Strecke außer Betrieb) | 00,00 09,4                                                | Feldweg in Fortsetzung der Mozartstraße    | Feldweg in Fortsetzung der Mozartstraße   |
| Haltepunkt / Haltestelle (Strecke außer Betrieb) | 24,50 7,7                                                 | Gräfenhausen (ab 1931)                     | Gräfenhausen (ab 1931)                    |
| Grenze (Strecke außer Betrieb) | 00,00 6,5                                                 | Baden / Württemberg                        | Baden / Württemberg                       |
| Tunnel (Strecke außer Betrieb) | 26,50 5,6                                                 | Kreisstraße 4538 (11 m)                    | Kreisstraße 4538 (11 m)                   |
| Haltepunkt / Haltestelle (Strecke außer Betrieb) | 26,70 5,5                                                 | Birkenfeld Kleinbahnhof (ab 1931)          | 349,4 m                                   |
| Grenze (Strecke außer Betrieb) | 00,00 4,4                                                 | Württemberg / Baden                        | Württemberg / Baden                       |
| |                                                           | Straßenbahn Pforzheim                      |                                           |
| Bahnhof (Strecke außer Betrieb) | 28,69 02,5                                                | Pforzheim-Brötzingen Kleinbahnhof          | 281,4 m                                   |
| Übergang EBO zu BOStrab (Strecke außer Betrieb) |                                                           | Übergang zur Straßenbahn Pforzheim         | Übergang zur Straßenbahn Pforzheim        |
| U-Bahn-Kreuzung mit Eisenbahn geradeaus unten (Strecke geradeaus außer Betrieb) | 00,00 02,4                                                | Nagoldtalbahn / Enztalbahn                 | Nagoldtalbahn / Enztalbahn                |
| U-Bahn-Abzweig geradeaus und von rechts (Strecke außer Betrieb) |                                                           | Straßenbahn Pforzheim                      | Straßenbahn Pforzheim                     |
| U-Bahn-Haltepunkt / Haltestelle (Strecke außer Betrieb) |                                                           | Pforzheim-Brötzingen Marktplatz            | Pforzheim-Brötzingen Marktplatz           |
| U-Bahn-Haltepunkt / Haltestelle (Strecke außer Betrieb) |                                                           | Pforzheim Wagenhalle                       | Pforzheim Wagenhalle                      |
| U-Bahn-Haltepunkt / Haltestelle (Strecke außer Betrieb) |                                                           | Pforzheim Durlacher Straße / Goethestraße  | Pforzheim Durlacher Straße / Goethestraße |
| U-Bahn-Bahnhof (Strecke außer Betrieb) | 32,00 0,0                                                 | Pforzheim Leopoldplatz                     | Pforzheim Leopoldplatz                    |
| U-Bahn-Strecke (außer Betrieb) |                                                           | Straßenbahn Pforzheim                      | Straßenbahn Pforzheim                     |

Die Bahnstrecke  Ittersbach–Pforzheim, auch Pforzheimer Kleinbahn, Kleinbahn Pforzheim, Kleinbahn Pforzheim–Ittersbach oder Ittersbacher Bähnle genannt, war eine 18,76 Kilometer lange meterspurige Nebenbahn in Baden-Württemberg. Die Schmalspurbahn verband von 1900 bis 1968 Pforzheim mit Dietlingen, Ellmendingen, Ottenhausen und Ittersbach im westlichen Umland. Aufgrund ihrer idyllischen Streckenführung im Bereich des Alb-Pfinz-Plateaus erhielt die Bahn auch den Beinamen Panoramabahn. Ursprünglich bildete sie mit der anschließenden Bahnstrecke Busenbach–Ittersbach eine betriebliche Einheit und war auf diese Weise auch mit der Albtalbahn von und nach Karlsruhe verknüpft.  

## Geschichte

### Entstehung der Bahnstrecke
Die ersten Bestrebungen zum Bau einer Lokalbahn von Pforzheim in das westliche Umland gab es um 1880. Pfarrer Leutwein schilderte in den Zeitungen von Dietlingen, Ellmendingen, Ittersbach und Weiler den mühsamen Weg der Landbevölkerung in die Stadt Pforzheim und forderte eine Verbesserung des Zustandes. 1888 stellte eine Bahnbaugesellschaft aus Heidelberg einen Antrag auf die Erteilung einer Konzession für den Bau einer Dampfstraßenbahn von Pforzheim nach Ellmendingen. 1891 versuchte die Centralverwaltung für Secundairbahnen Herrmann Bachstein aus Darmstadt diese Konzession zu erhalten. 1894 bildete sich ein Komitee um den Pendlerstrom in die rasch wachsende Stadt bewältigen zu können. Zusammen mit einem Komitee, das sich in Karlsruhe gebildet hatte, mit dem Ziel eine Bahnstrecke von Karlsruhe ins Albtal zu realisieren, fand man mit der Firma Lenz & Co aus Stettin ein Unternehmen, das bereit war, eine Bahnstrecke von Karlsruhe über Ettlingen nach Bad Herrenalb mit Abzweig nach Pforzheim zu bauen.

### Unter Regie der B.L.E.A.G.
Als Seitenast der Albtalbahn entstanden auf diese Weise die Streckenabschnitte Ittersbach–Brötzingen (eröffnet am 2. Januar 1900) und Brötzingen–Pforzheim Leopoldplatz (eröffnet am 2. Juli 1901). Ein Großteil der Strecke verlief dabei im Großherzogtum Baden, lediglich zwei Kilometer lagen im Königreich Württemberg. Betreibergesellschaft waren die Badischen Lokal-Eisenbahnen (B.L.E.A.G.), welche den Verkehr zunächst mit Dampflokomotiven, zwischen 1911 und 1917 mit elektrischen Fahrzeugen und danach wieder im Dampfbetrieb abwickelten. Die Oberleitung wurde 1917/1918 wieder abgebaut. 1911 übernahm die Stadt Pforzheim den Streckenabschnitt zwischen Brötzingen und Leopoldplatz, baute ihn zweigleisig aus und richtete einen Straßenbahn-Betrieb ein. Die Kleinbahn war somit der Anstoß zur Einrichtung der Straßenbahn Pforzheim. Die Züge aus Richtung Karlsruhe endeten fortan in Brötzingen, einige wurden noch bis 1917 von der Pforzheimer Straßenbahn übernommen und mit Elektrolokomotiven der städtischen Straßenbahn zum Leopoldplatz weiterbefördert. Als die B.L.E.A.G. Ende 1911 die Albtalbahn samt Zweigstrecke nach Pforzheim mit Wechselstrom (8000 Volt, später 8500 beziehungsweise 8800 Volt) elektrifizierte, musste der meterspurige Teil des Bahnhofs Brötzingen für den Systemwechsel besonders ausgestattet werden.
Der Verkehr auf der Strecke Ittersbach–Pforzheim war geprägt vom starken Berufsverkehr morgens und abends, für den lange Züge eingesetzt werden mussten, während der Verkehr im weiteren Tagesverlauf gering war. Der Güterverkehr zu einigen Steinbrüchen im Streckenabschnitt zwischen Ittersbach und Weiler nahm nach dem Ersten Weltkrieg deutlich ab. Die Strecke ließ sich nicht mehr kostendeckend betreiben. Da sich die wirtschaftliche Situation der B.L.E.A.G. immer weiter verschlechterte, beantragte sie am 8. Juli 1930, die Strecke Busenbach–Ittersbach–Brötzingen zum 1. September 1930 stillzulegen. Das badische Finanzministerium stimmte einer Stilllegung zum 2. Januar 1931 zu. Noch bis zum 31. Januar 1931 wurde ein bescheidener Notbetrieb auf Kosten der Anliegergemeinden durchgeführt, danach endete der Bahnbetrieb.

### Übernahme durch die Stadt Pforzheim
Die Bedeutung der Bahnstrecke für den Berufsverkehr veranlasste die Stadt Pforzheim, die Bahnverbindung zwischen Brötzingen und Ittersbach in städtische Hand zu übernehmen. Am 28. Januar 1931 stimmte der Bürgerausschuss dem Vorhaben zu. Die Strecke ging daher von der B.L.E.A.G. an die Städtische Strassenbahn Pforzheim über, die zum 1. Januar 1939 wiederum in den Stadtwerken Pforzheim (SWP) aufging. Gleichzeitig wurde die Strecke, die ungeachtet ihrer ursprünglichen Konzessionsform fortan als Kleinbahn bezeichnet wurde, erneut elektrifiziert, diesmal mit 1200 Volt Gleichstrom. Bereits am 24. Mai 1931 konnte der Betrieb mit elektrischen Triebwagen wieder eröffnet werden. Parallel dazu wurde die Wagenhalle der Straßenbahn, wo später auch die Fahrzeuge des Oberleitungsbus Pforzheim untergebracht waren, für die Unterstellung der Kleinbahnzüge erweitert. Ebenso drehte der neue Betreiber die Streckenkilometrierung, neuer Nullkilometer war fortan der Pforzheimer Leopoldplatz.
Durch den Einsatz der Triebwagen konnte die Reisegeschwindigkeit erhöht werden, so dass sich zwischen Pforzheim und Ittersbach eine Fahrzeitverkürzung um 15 Minuten auf 49 bis 51 Minuten ergab. Durch Mitbenutzung der Straßenbahngleise liefen die Züge nun wieder bis zum Leopoldplatz durch, dorthin allerdings nur mit den 600 Volt der Pforzheimer Straßenbahn. Um die Bahn attraktiver zu machen, wurde mindestens im Zwei-Stunden-Takt gefahren. Neben den schon zu Albtalbahn-Zeiten existierenden Bahnhöfen beziehungsweise Haltepunkten Ittersbach, Ottenhausen, Weiler, Ellmendingen, Dietlingen und Brötzingen wurden 1931 außerdem fünf weitere Haltepunkte bei Feldrennach, an der Hochmühle zwischen Ittersbach und Ottenhausen, bei Niebelsbach (Württemberg), bei Gräfenhausen und am nördlichen Ortsrand von Birkenfeld angelegt. Die fünf neuen Stationen hatten jedoch nur geringe Bedeutung, vier von ihnen lagen weit abseits der namensgebenden Ortschaften und Hochmühle ist nur ein kleiner Weiler. Die Stationen Pforzheim-Brötzingen und Birkenfeld führten fortan beide den Zusatz Kleinbahnhof, um sie besser von den benachbarten Stationen der Deutschen Reichsbahn an der Nagoldtalbahn beziehungsweise der Enztalbahn abgrenzen zu können. 
Trotz anfänglich steigender Fahrgastzahlen blieb der Betrieb der Strecke auch nach der Kommunalisierung defizitär. Im Jahr 1937 beförderte die Bahn 921.000 Fahrgäste, der Güterverkehr war mit jährlichen Beförderungsraten von weit unter 10.000 Tonnen Fracht unbedeutend.
Im Zweiten Weltkrieg blieb der Überlandabschnitt zwischen Brötzingen und Ittersbach weitgehend unversehrt, während der Luftangriff auf Pforzheim am 23. Februar 1945 den durchgehenden Betrieb von und zum Leopoldplatz noch bis 1948 verhinderte. Das Kursbuch des Jahres 1946 gibt die Wagenhalle als Endstation an, das gilt auch noch 1948 und 1949, doch endeten einige Züge an der Durlacher Straße und begannen an der Goethestraße. Der Leopoldplatz erscheint erst im Winterfahrplan 1949/1950 wieder im Kursbuch. Durch Hamsterfahrten und den Umzug ausgebombter Bewohner Pforzheims in die Vororte stiegen die Fahrgastzahlen in den ersten Nachkriegsjahren auf über 1,1 Millionen an. Dem neuen Aufschwung folgte in den 1950er und 1960er Jahren ein langsamer, aber stetiger Rückgang der Fahrgastzahlen.

### Stilllegung

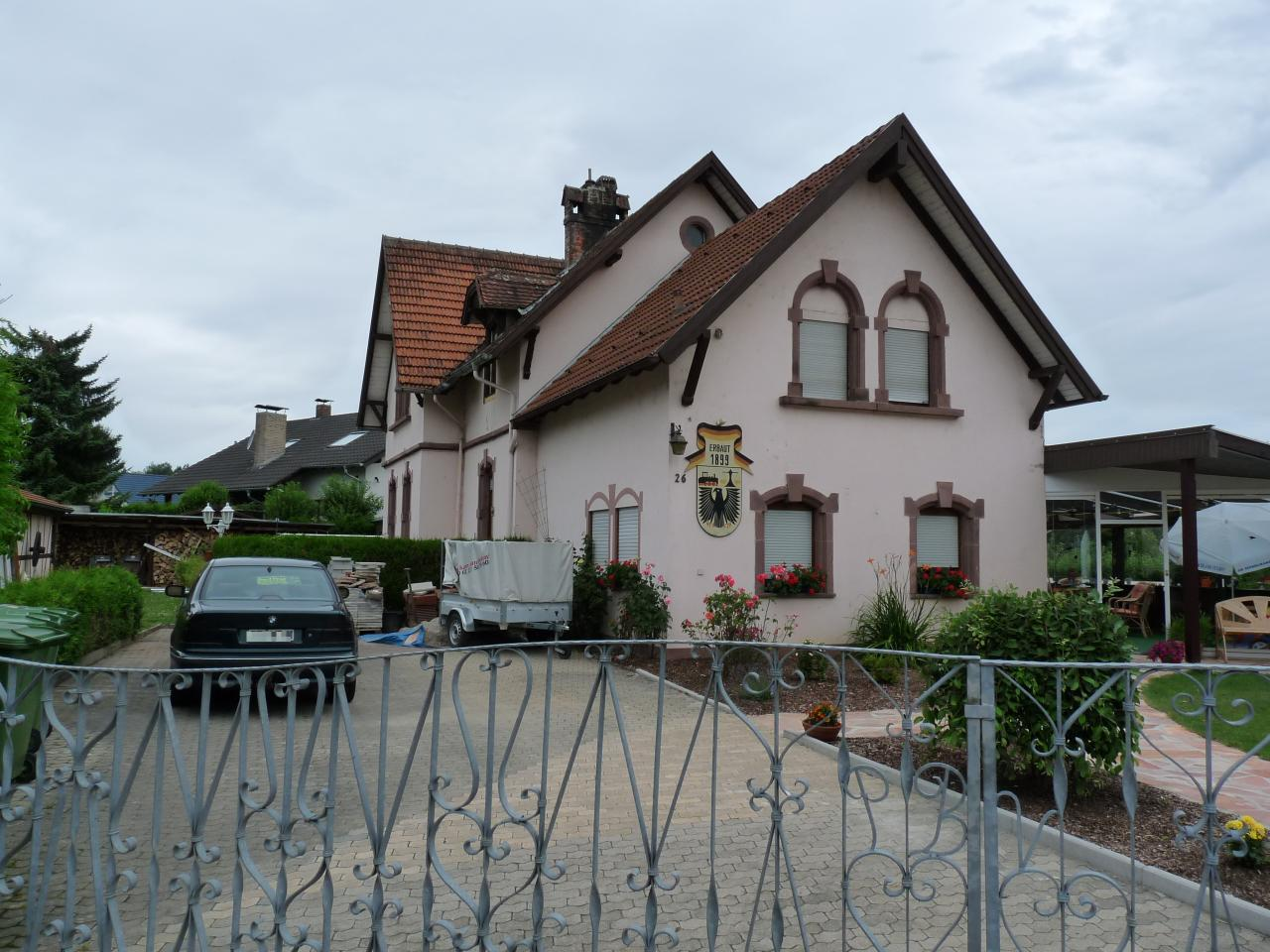
Der ehemalige Bahnhof Ottenhausen, auf der Gemarkung von Weiler gelegen

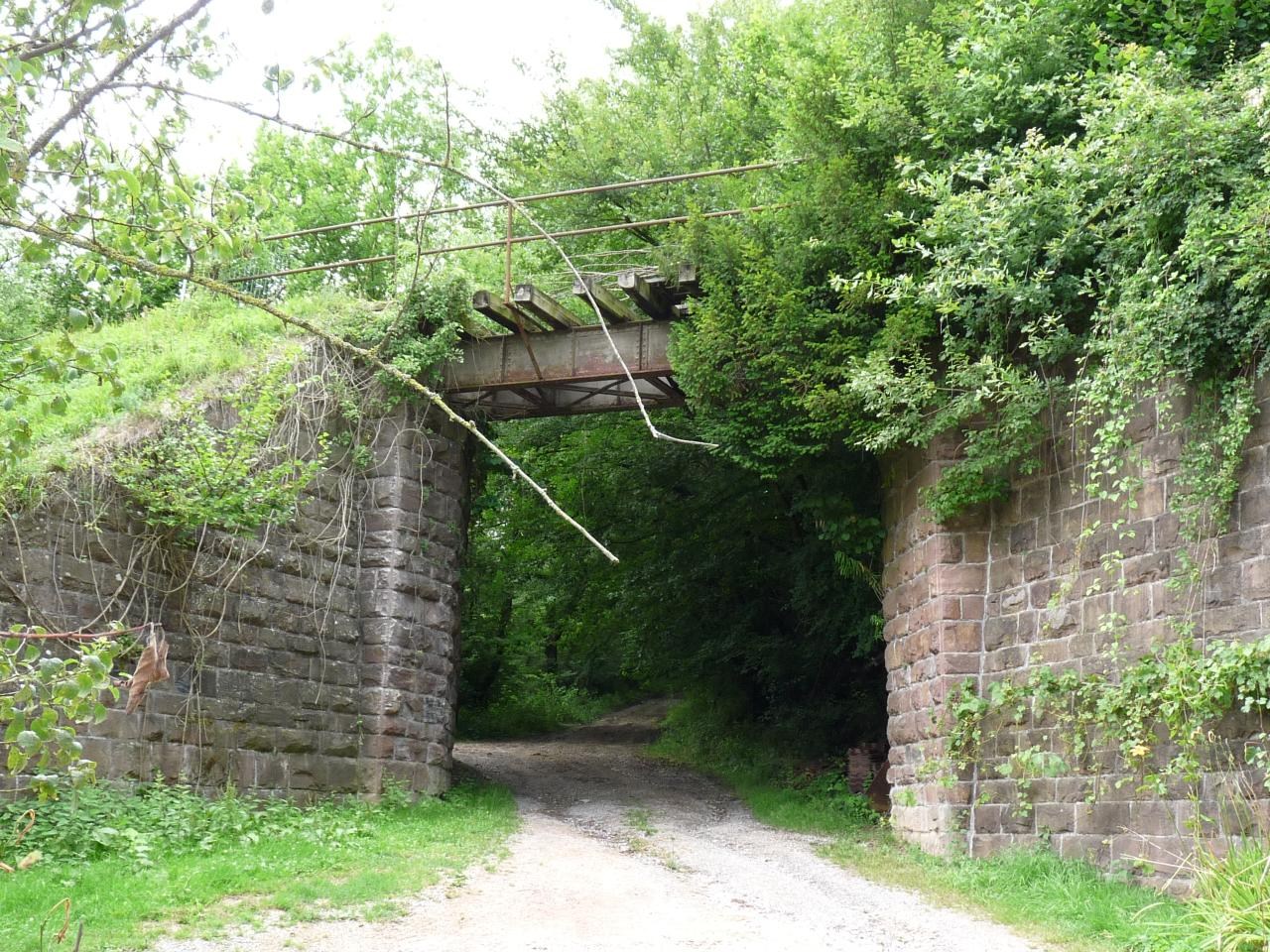
Viadukt bei der Hochmühle

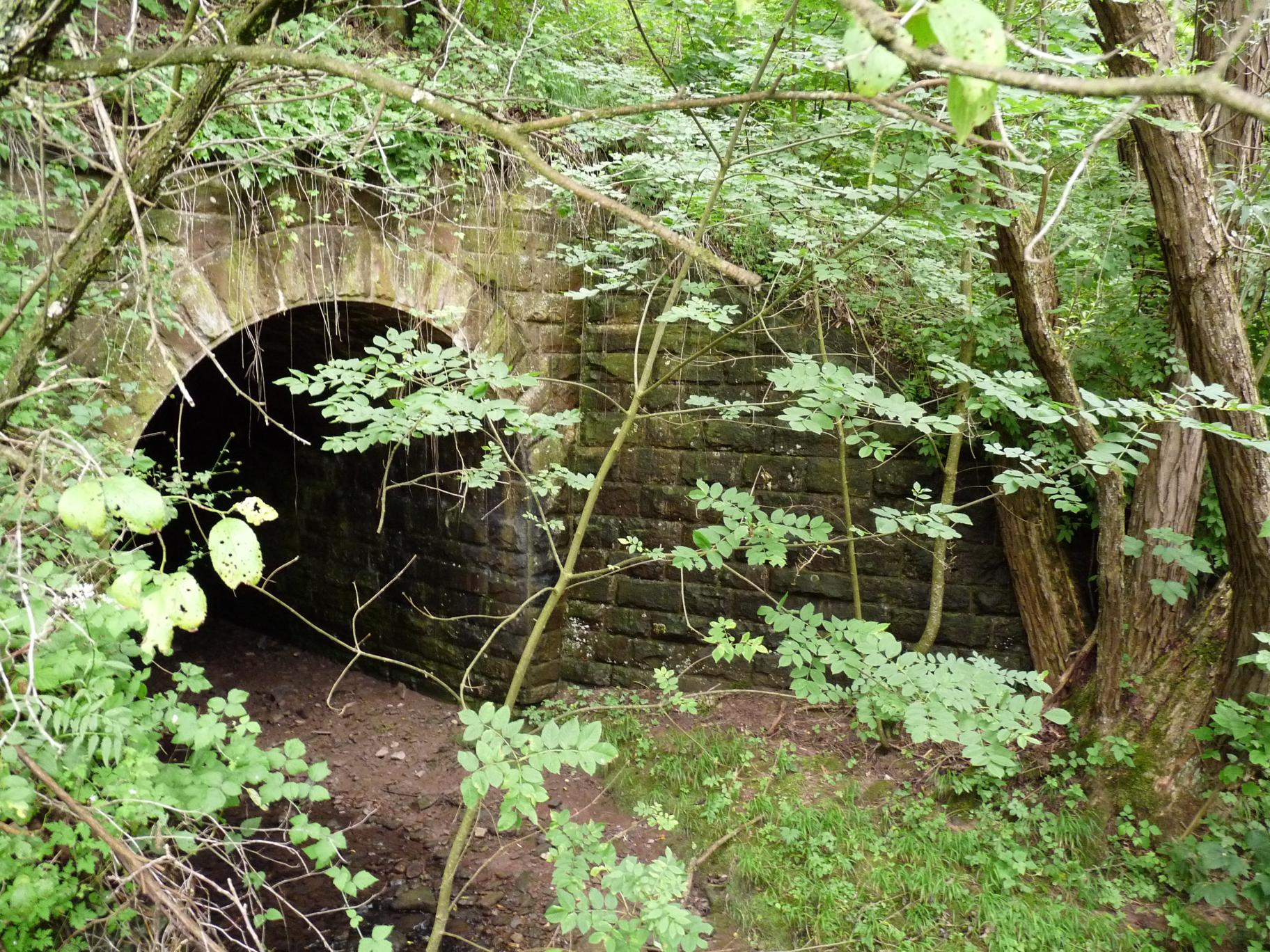
Brücke über den Arnbach bei der Grenzsägmühle nahe Ellmendingen

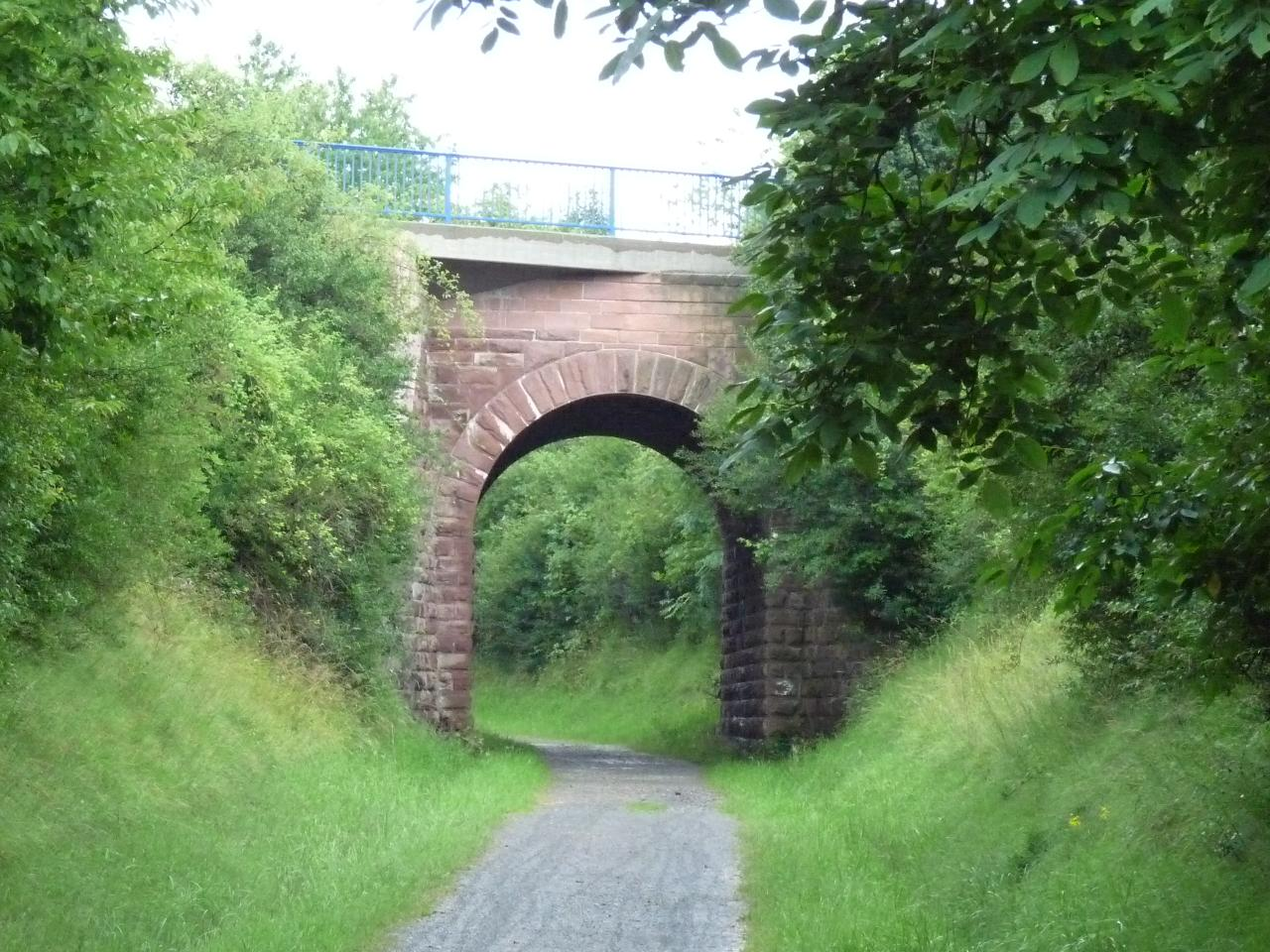
Überführung der Kreisstraße 4538 bei Birkenfeld

Anfang der 1950er-Jahre befand sich die Strecke in einem so maroden Zustand, dass sich die Frage nach einer Stilllegung stellte, zumal sich das jährliche Betriebsdefizit auf circa 150.000 Deutsche Mark bezifferte. Mit Hilfe eines Zuschusses des Landes Baden-Württemberg war es möglich, die dringend notwendigen Gleiserneuerungen durchzuführen und die bereits beschlossene Stilllegung abzuwenden – noch war die Bedeutung der Bahn für den Berufsverkehr zu groß, als dass eine Stilllegung politisch zu vertreten gewesen wäre.
Doch trotz der 1954 begonnenen Sanierung der Strecke hatte die Kleinbahn der Konkurrenz durch private Personenkraftwagen und dem Omnibus nichts entgegenzusetzen. Ab Mitte der 1950er Jahre sanken die Fahrgastzahlen kontinuierlich auf zuletzt 550.000 Passagiere im Jahr 1967, im Gegenzug stieg das Betriebsdefizit laufend an. Nach der Stilllegung der Pforzheimer Straßenbahn am 10. Oktober 1964 verkehrten auf den Pforzheimer Straßenbahngleisen zwischen Leopoldplatz und Brötzingen nur noch die wenigen Kleinbahnzüge von und nach Ittersbach. Zum 14. November 1964 verlor die Bahn außerdem ihren Anschluss an die Albtalbahn, damals legte die AVG vorübergehend den Abschnitt Busenbach–Ittersbach still, die Panoramabahn wurde zum Inselbetrieb. Bereits am 16. Juli 1966 endete der Güterverkehr, der jedoch ohnehin nur in den ersten beiden Jahrzehnten eine Rolle gespielt hatte. Wegen zu geringer Fahrgastzahlen und einem zu hohen Betriebsdefizit von jährlich circa 400.000 DM beschloss die Stadt Pforzheim schließlich 1967 die Stilllegung des Kleinbahnbetriebs zum 3. August 1968. Der im Sommer 1968 über das Alb-Pfinz-Plateau hinwegfegende Tornado über Pforzheim sorgte jedoch bereits am 10. Juli 1968 für das vorzeitige Ende der Bahn, da er die Strecke zwischen Brötzingen und Dietlingen zerstörte. Dennoch verkehrte am 3. August ein offizieller Abschiedszug auf zwei nicht zerstörten Abschnitten.
Auf der Strecke Ittersbach–Pforzheim verkehren seither Omnibusse der Stadtverkehr Pforzheim GmbH & Co. KG (SVP). Zunächst wurde die Route als Linie A bezeichnet, die heutige Bezeichnung lautet Linie 720.

### Nach der Stilllegung
Nach der Stilllegung der Bahnstrecke wurden die Gleisanlagen komplett abgebaut, die drei Empfangsgebäude in Ottenhausen, Weiler (als Vereinsheim der Kleintierzüchter) und Ellmendingen blieben jedoch erhalten und werden als private Wohnhäuser weiterverwendet, der Bahnhof Ittersbach ist seit dem 16. Oktober 1975 wieder in Betrieb. In Ittersbach blieb darüber hinaus noch die Wagenhalle der Kleinbahn erhalten, sie wird heute von einem Gewerbebetrieb genutzt.
Die Trasse selbst blieb ebenfalls größtenteils erhalten (überwiegend als Wüstung), lediglich im Bereich einiger Ortsdurchfahrten wurde sie mit Wohnhäusern überbaut. Auf zwei kürzeren Teilabschnitten wurden darüber hinaus Bahntrassenradwege eingerichtet, zum einen auf dem 2,5 Kilometer langen Abschnitt zwischen dem westlichen Bebauungsrand von Pforzheim im Stadtteil Arlinger und einer ehemaligen Feldwegüberfahrt zwischen Birkenfeld und Gräfenhausen, dieses Teilstück bietet sich für Radler als bequemer Aufstieg aus dem Enztal Richtung Westen an, und zum anderen auf dem circa zwei Kilometer langen Teilstück zwischen Ellmendingen und Weiler. Beide genannten Abschnitte sind mittlerweile asphaltiert. Auf einigen weiteren Teilstrecken verlaufen außerdem landwirtschaftliche Wege beziehungsweise Wanderpfade.
Als weitere Relikte finden sich entlang der Trasse noch zahlreiche Mastfundamente, des Weiteren erinnern auch einige Straßenbezeichnungen bis heute an die Pforzheimer Kleinbahn. Hierzu zählen die Bahnhofstraße und die Eisenbahnstraße in Dietlingen sowie die Straße Am alten Bahndamm in Ittersbach.

### Pläne zur Reaktivierung
Der Erfolg der Stadtbahn Karlsruhe löste Ende der 1990er Jahre auch eine Diskussion um die Wiedereinrichtung einer Schienenverbindung zwischen Pforzheim und seinem westlichen Umland aus. Dabei wurde die Errichtung einer Strecke von Ittersbach über Straubenhardt und Neuenbürg nach Birkenfeld mit Weiterführung auf den Gleisen der Enztalbahn nach Pforzheim untersucht. Dies wäre jedoch eine Neubautrasse gewesen, das heißt unabhängig von der Führung der früheren Panoramabahn. Eine im Jahr 2006 vorgelegte Wirtschaftlichkeitsuntersuchung zu den bisherigen Planungen ergab jedoch ein ungünstiges Kosten-Nutzen-Verhältnis, so dass mit einer baldigen Umsetzung der Planungen nicht gerechnet werden kann. Seit Ende 2009 wird in den Gemeinderäten wieder aktiv über eine Realisierung der neuen Stadtbahn diskutiert. Auch eine Strecke Ittersbach – Weiler – Ellmendingen – Nöttingen – Singen mit Anschluss an die dortige S-Bahn- und Bahnstrecke wird überlegt.

## Fahrzeuge

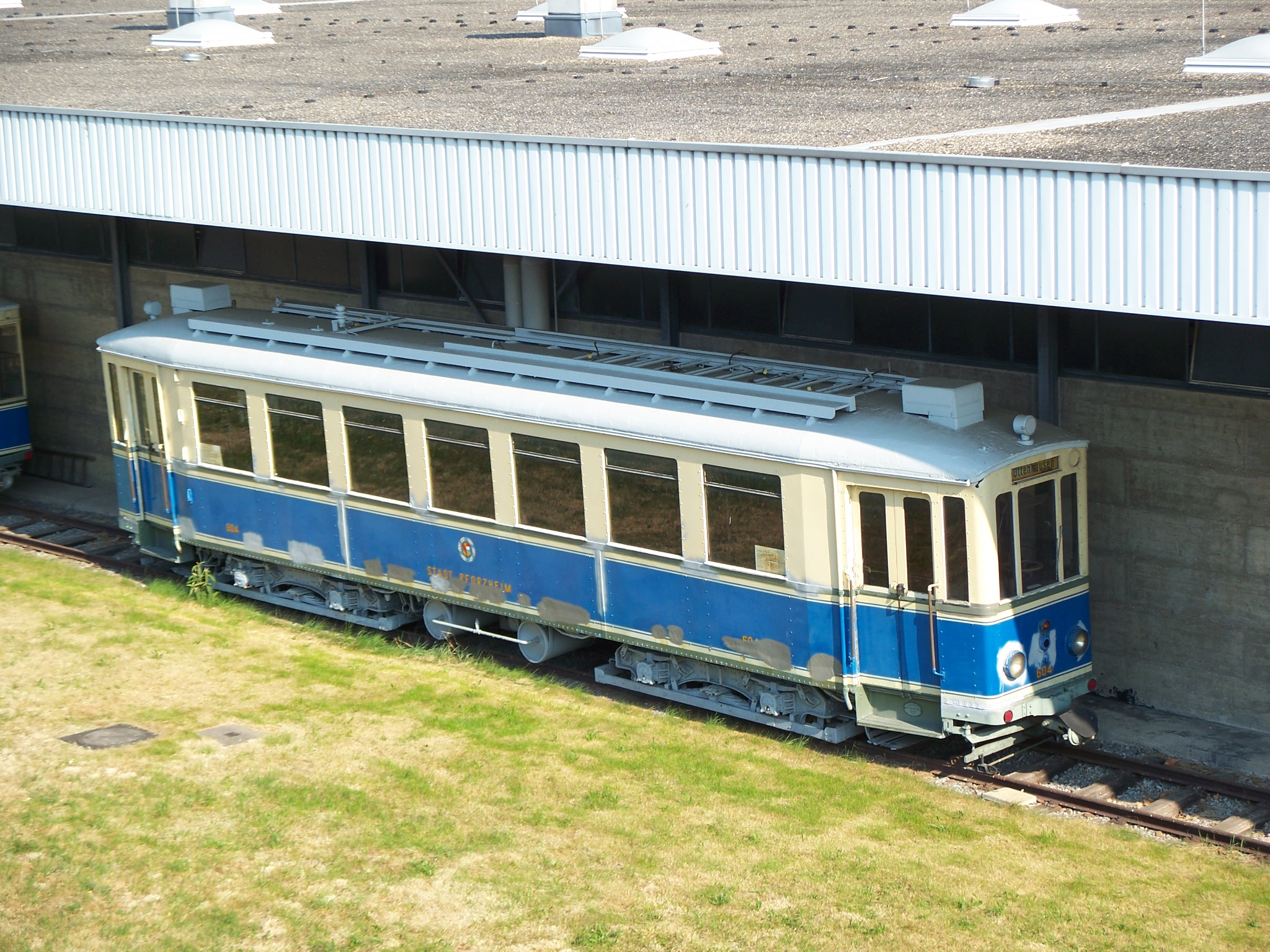
Ehemaliger Triebwagen 604 der Pforzheimer Kleinbahn

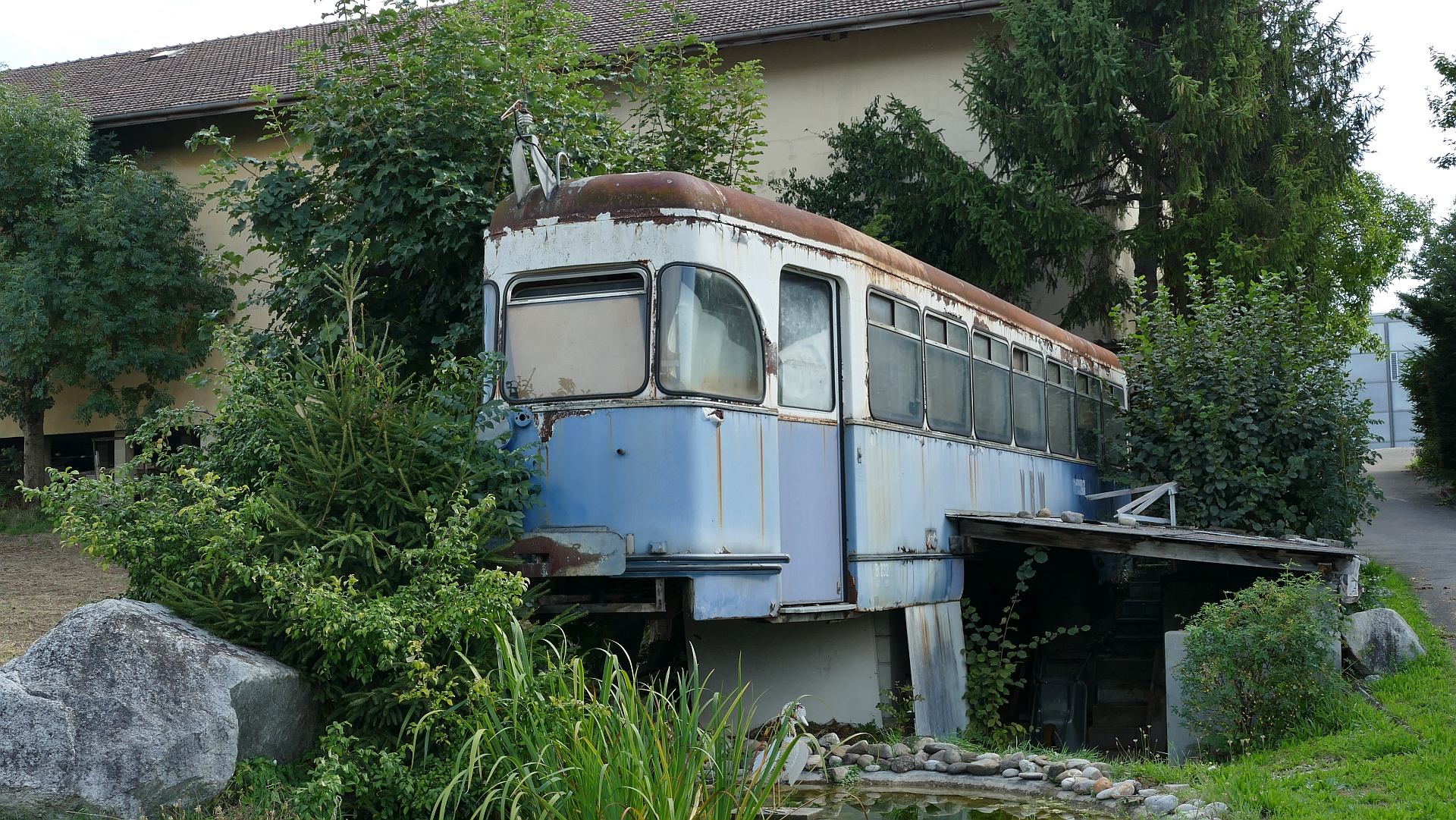
Reste des Beiwagens 709 in Münsingen (Schweiz)

Für den Betrieb der Kleinbahn beschaffte die Stadt Pforzheim 1931 von der Waggonfabrik Rastatt fünf vierachsige Triebwagen (601 bis 605) mit 4 × 50 Kilowatt Leistung, die in der Lage waren bis zu fünf Beiwagen zu ziehen. Vier zweiachsige Beiwagen wurden von der Waggonfabrik Fuchs neu beschafft, elf aus dem Fahrzeugpark der Pforzheimer Straßenbahn übernommen. 1938 kam ein selbstgebauter vierachsiger Beiwagen hinzu. Im Zuge der Modernisierung erhielt die Kleinbahn 1956 von der Waggonfabrik Rastatt einen sechsten vierachsigen Triebwagen, den Großraumwagen 606, sowie vier dazu passende baugleiche Beiwagen. Für den Güterverkehr hatte die Kleinbahn außerdem bereits 1931 einige Güterwagen von der B.L.E.A.G. übernommen.
Nach Stilllegung der Kleinbahn konnten einige Fahrzeuge an die Vereinigten Bern-Worb-Bahnen (VBW) in der Schweiz verkauft werden, ein Teil blieb museal erhalten, der Rest wurde verschrottet. Die Triebwagen 602 und 603 wurden an die Stern & Hafferl Verkehrsgesellschaft verkauft, sie standen 1973 im oberösterreichischen Vorchdorf, kamen aber nicht zum Einsatz. Triebwagen 603 kam wieder zurück nach Deutschland zum Hannoverschen Straßenbahn-Museum (HSM) und wurde dort um die Jahrtausendwende verschrottet.
Zu den VBW gelangten im Jahre 1972 die Beiwagen 706–709 und etwas später der Triebwagen 606. Letzterer diente nur noch als Ersatzteilspender. Die Beiwagen 706 und 709 wurden zu Steuerwagen umgebaut und kamen als Bt 85 und Bt 86 zum Einsatz. Im Jahre 1974 wechselte die Bezeichnung in Bt 231 und Bt 232. Die Beiwagen 707 und 708 wurden zunächst in B 16 und B 17 umgezeichnet und 1974 schließlich zu B 337 und B 338. Letzterer wurde erst in den späten 1970er Jahren zum Steuerwagen Bt 233 umgebaut. Bis 1988 wurden alle ausgemustert. Ohne Drehgestelle überlebte der Bt 232 als Gartenlaube in Münsingen (Stand 2022).
Der Triebwagen 604 von 1931 und der Beiwagen 133 von 1927 verblieben als Denkmal im Depot der Städtische Verkehrsbetriebe Pforzheim.